# Església de Sant Iscle de Vallalta
L'església de Sant Iscle de Vallalta és una obra del segle xviii del municipi de Sant Iscle de Vallalta (Maresme).

## Església
És l'església parroquial de sant Iscle, advocació que comparteix amb santa Victòria, Sant Pere i Sant Feliu. Aquesta església es troba aturada i és un edifici de construcció relativament moderna, simple i auster. Té un campanar de torre quadrat, amb unes campanes a l'interior i altres a l'exterior sustentades per una estructura a base de ferros. A la façana principal hi ha la porta d'entrada amb arc de mig punt, una finestreta sobre i un ull de bou que fa de rosetó. El coronament és una línia que commemora la resistència que el sometent oferí a les tropes franceses durant la guerra contra Napoleó (1808-1809) i que salvà la població del saqueig.

## Antiga rectoria
Edifici amb planta baixa i pis. La llinda de la porta d'entrada és de fusta. Les finestres estan adovellades. Té la coberta a dues aigües. Hi ha un cos afegit amb finestres amb arc de mig punt. Aquest adossat, també té planta baixa i pis, i la coberta com el cos principal.